# Udleveringsbestemmelse
 Denne artikel omhandler overvejende eller alene danske forhold. Hjælp gerne med at gøre artiklen mere almen.
Udleveringsbestemmelser for lægemidler angiver hvordan et apotek må udlevere et givent lægemiddel. I Danmark er det Sundhedsstyrelsen der fastsætter lægemidlernes udleveringsbestemmelse i henhold til receptbekendtgørelsen. Egenskaber der påvirker lægemidlernes inddeling er f.eks. sikkerhed, bivirkninger, euforisk virkning og deraf følgende risiko for misbrug, samt anvendelse.

## Udleveringsgrupper
Sundhedsstyrelsen opdeler lægemidler i følgende udleveringsgrupper:
| Udleveringsgruppe | Betydning | Eksempler på lægemidler                                         |
| ----------------- | --- | --------------------------------------------------------------- |
| A                 | Må kun udlevere én gang efter samme recept, medmindre udleveringen sker i flere mindre portioner ad gangen.                                                                                        | Methotrexat – immunhæmmende lægemiddel.                         |
| AP4 (A§4)         | Må kun udleveres én gang efter samme recept. Angiver, at lægemidlet er omfattet af reglerne i §4 i receptbekendtgørelsen. Anvendes for euforiserende lægemidler.                                   | Morfin – smertestillende og euforiserende lægemiddel.           |
| B                 | Må kun udleveres én gang efter samme recept, medmindre receptudstederen har angivet på recepten, hvor mange gange og med hvilke tidsmellemrum yderligere udlevering må finde sted.                 | Clopidogrel (Plavix) – blodfortyndende lægemiddel.              |
| BEGR              | Må kun udleveres til sygehuse. Udleveres efter bestemmelserne for lægemidler i udleveringsgruppe A.                                                                                                | Bendamustin – cytostatikum.                                     |
| AP4NB (A§4NB)     | Må kun udleveres til sygehuse eller efter ordination af nærmere bestemte speciallæger. Udlevering sker efter bestemmelserne for lægemidler i udleveringsgruppe AP4.                                | Ketamin – anæstesimiddel.                                       |
| GH                | Håndkøb – ikke apoteksforbeholdt. Medicinske gasser. | Dinitrogenoxid (lattergas) – anæstesimiddel.                    |
| HA                | Håndkøb – apoteksforbeholdt. | Acetylsalicylsyre tabletter (Hjertemagnyl).                     |
| HA18              | Håndkøb – apoteksforbeholdt. Må kun udleveres til personer over 18 år. | Større pakninger med paracetamol tabletter.                     |
| HF                | Håndkøb – ikke apoteksforbeholdt. | Clotrimazol (Canesten) – creme mod infektioner med svamp.       |
| HX                | Håndkøb – Ikke apoteksforbeholdt. Højst 1 pakning pr. kunde pr. dag. | Paracetamol suppositorier (stikpiller).                         |
| HX18              | Håndkøb – ikke apoteksforbeholdt. Højst 1 pakning pr. kunde pr. dag. Må kun udleveres til personer over 18 år.                                                                                     | Mindre pakninger med paracetamol tabletter.                     |
| NBS               | Må kun udleveres til sygehuse eller efter ordination af nærmere bestemte speciallæger. Lægemiddelstyrelsen fastsætter for hvert enkelt lægemiddel, hvilke speciallæger der må ordinere lægemidlet. | Acitretin – middel mod psoriasis. Må kun ordineres af hudlæger. |